# Ouled Ammar
Ouled Ammar (în arabă أولاد عمار) este o comună din provincia Batna, Algeria.
Populația comunei este de 8.756 de locuitori (2008).